# مانويل ريفيرا جونيور
مانويل ريفيرا جونيور (بالإنجليزية: Manuel Rivera, Jr.)‏ هو ضابط أمريكي، ولد في 24 سبتمبر 1959 في ذا برونكس في الولايات المتحدة، وتوفي في 22 يناير 1991 في الخليج العربي.